# Коста Бояджиев
Коста Иванов Бояджиев е български банкер и политик от Звено, министър на народното стопанство през 1934-1935 година.

## Биография
Коста Бояджиев е роден на 18 декември (6 декември стар стил) 1884 година в Татар Пазарджик. Негов по-голям брат е поетът Димитър Бояджиев. През 1904 година завършва агрономство в Брюксел, след което е чиновник в Министерството на земеделието и държавните имоти.
След войните Бояджиев последователно оглавява няколко от основните финансови институции в страната — в периода 1921-1924 година е управител на Българска централна кооперативна банка, от 1924 до 1926 година е управител на Българска народна банка, а между 1926 и 1931 година управлява частната Френско-българска банка за международна търговия. През следващите години участва в управителните съвети на Съединени български банки (1931-1934) и Италианско-българска търговска банка (1935).
След Деветнадесетомайския преврат през 1934 година Бояджиев оглавява създаденото от звенарите Министерство на народното стопанство в първото правителство на Кимон Георгиев.
Коста Бояджиев умира на 15 януари 1947 година в София.